# 웃어야 사는 여자
웃어야 사는 여자(Woman who laugh it off)는 2019년에 개봉한 대한민국의 영화이다.

## 줄거리
트라우마로 인해 24시간 내내 웃어야만 살 수 있는 여자 ‘윤희’와 인생에서 무언가를 잃은 남자 ‘명준’이 서로의 상처를 깊이 있게 만지는 과정을 그린 멜로 드라마.

## 출연진
- 조혜진 : 윤희 역 - 이 영화의 여주인공.
- 김서준 : 명준 역 - 이 영화의 남주인공.
- 예슬비